# ابن عماد حنبلی
ابن عماد حنبلی (عربی: إبن العماد؛ ۱ ژانویهٔ ۱۶۲۳ – 1679)، تاریخ‌نگار مسلمان و فقیه مکتب حنبلی در قرت ۱۶ میلادی بود که کتاب شذرات الذهب اثر اوست.